# 星座級巡防艦
星座級巡防艦（英語：Constellation-class frigate），項目代號為FFG(X)，為美國海軍建造中的飛彈巡防艦。由於先前開發的濱海戰鬥艦主要設計為冷戰結束後的多用途快速近岸作戰支援，但美國海軍對戰力的需求逐漸重回艦隊對抗，而為艦隊設計的派里級巡防艦卻已經全數退役，為解決濱海戰鬥艦正規戰力不足而展開的計劃。此前美國在一系列先進艦艇中引入太多新技術，導致進度不順，此艦種將會專注於現有技術加強控制生產成本。在2020年4月30日，美國海軍宣佈芬坎蒂尼集團得標，FFG（X）的設計將以歐洲多用途巡防艦卡洛·伯伽米尼級巡防艦為基礎。作戰系統為神盾「基線10」版本戰鬥系統，搭配雷神公司SPY-6(V)3相位陣列雷達。

## 歷史
美國海軍在2020財年授予首艘FFG（X）合約，並在2021財年執行第二艘，總計建造20艘；美國海軍希望FFG（X）計劃中的後續船舶（即2至20艘船）的平均單艦採購成本不超過9.5億美元。
六個造船廠向美國海軍FFG（X）計劃提交了概念設計提案。2018年2月16日，美國海軍海上系統司令部宣布，5家獲選廠商，並分別和各廠商簽署約1500萬美元的設計發展合約為FFG（X）製作概念設計。分別為：洛克希德·馬丁、奧斯特船廠北美分公司、芬坎蒂尼集團、通用動力、亨廷顿·英格尔斯工业；阿特拉斯北美分公司和蒂森克虜伯海洋系統提出了MEKO A200的設計方案但未入選。
2019年5月28日，洛克希德·馬丁基於自由级濒海战斗舰的設計退出競爭。
美國海軍在2019年6月20日發佈FFG(X)最終需求徵詢（RFP），各廠商需在2019年8月22日之前提交設計回覆，9月26日前提交估價回覆；美國海軍在2020財年從各廠商提案中選擇最終獲勝者，隨即進入細部設計與建造（Detail Design and Construction，DD&C）。
| 承包商               | 船廠                 | 提案設計                                  |
| -------------------- | -------------------- | ----------------------------------------- |
| 奧斯特船廠北美分公司 | 奧斯特船廠北美分公司 | 獨立級濱海戰鬥艦                          |
| 芬坎蒂尼集團         | 马里内特造船厂       | 卡洛·伯伽米尼級巡防艦（歐洲多用途巡防艦） |
| 通用動力             | 巴斯鋼鐵廠           | 納凡提亞集團阿爾瓦羅·巴贊級巡防艦         |
| 亨廷頓·英格爾斯工業  | 英戈爾斯造船廠       | 傳奇級國家安全艦                          |

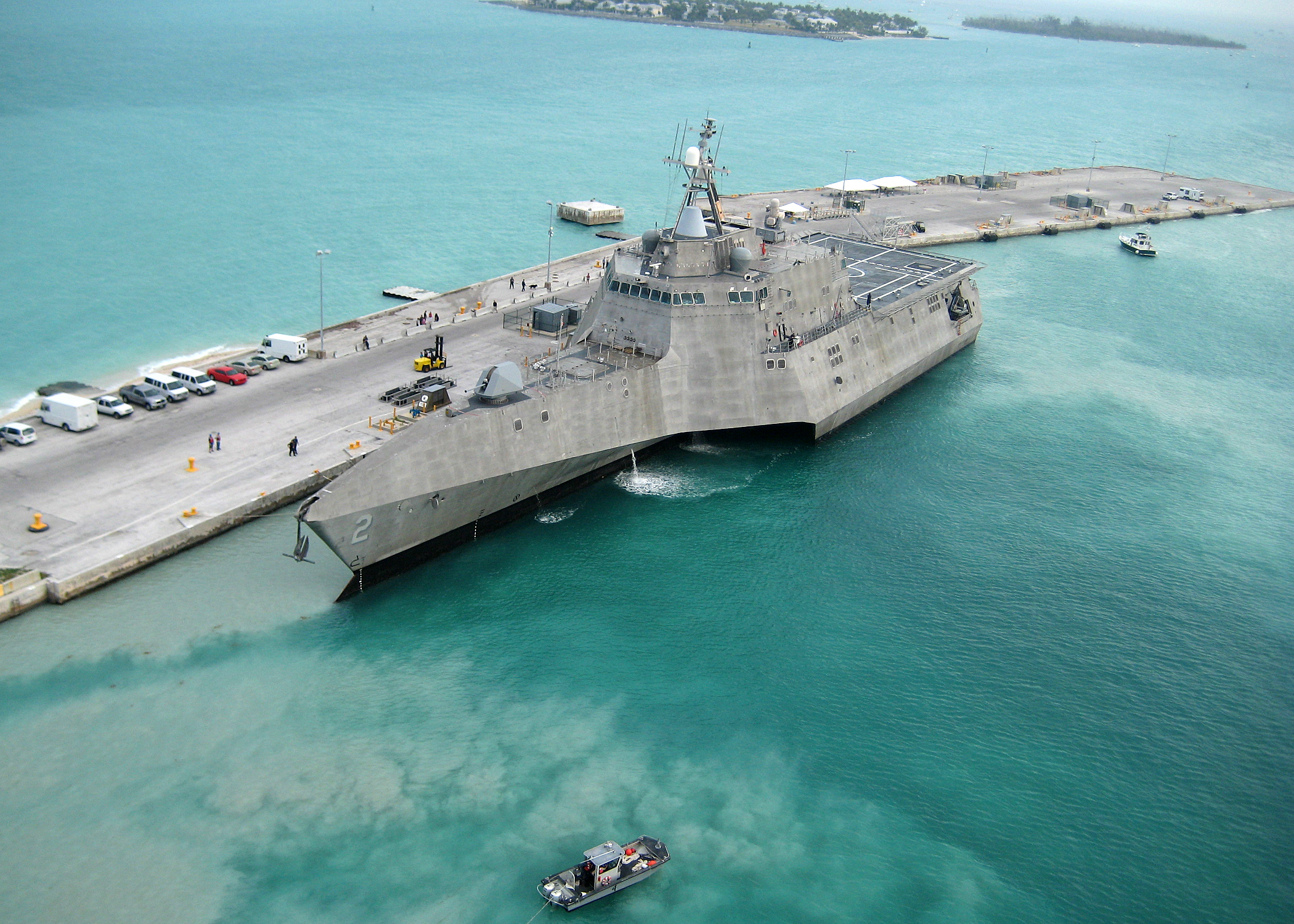
独立号濒海战斗舰（LCS-2） 獨立級濱海戰鬥艦
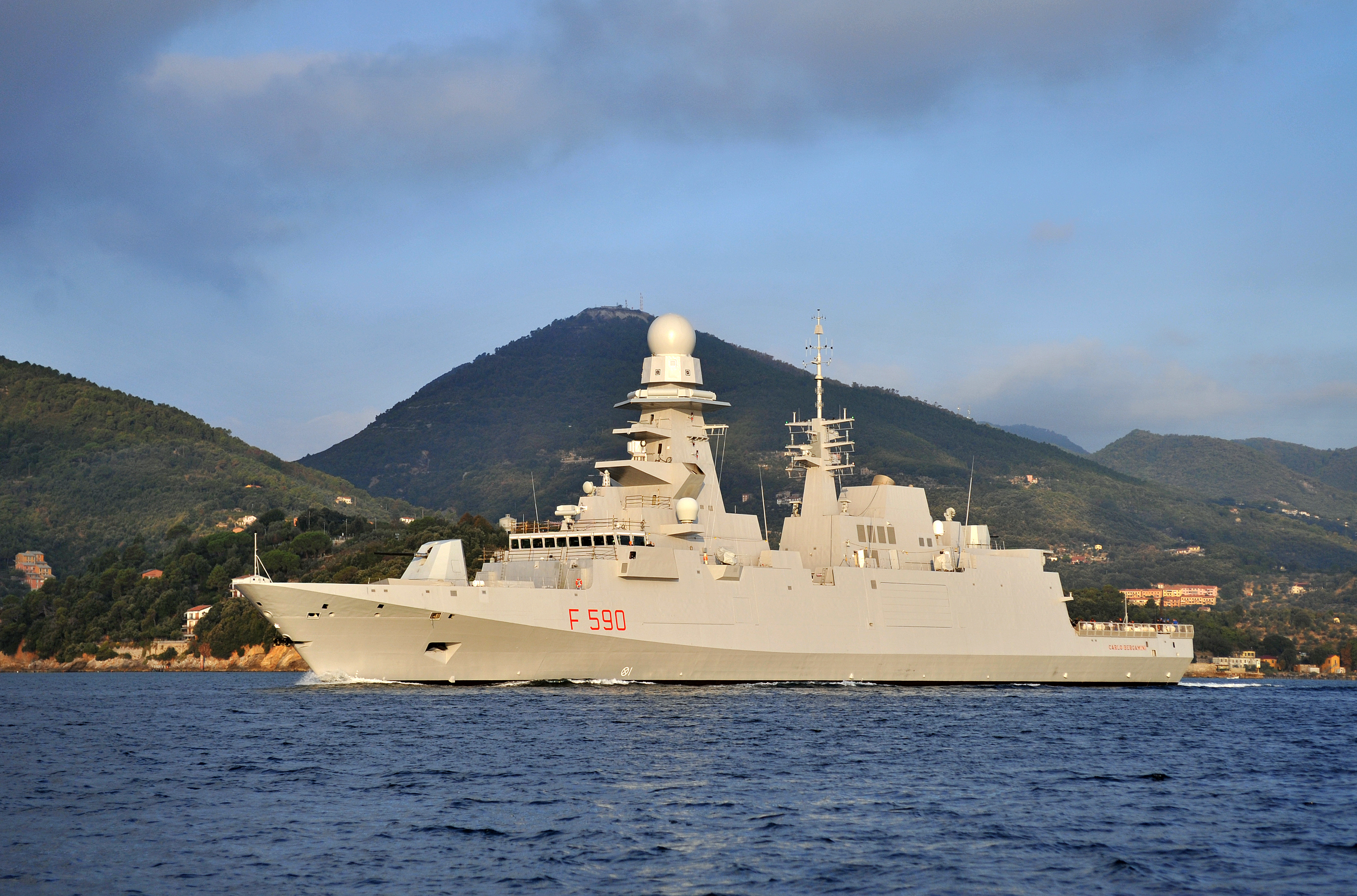
卡洛·伯伽米尼号巡防舰（F590） 卡洛·伯伽米尼級巡防艦
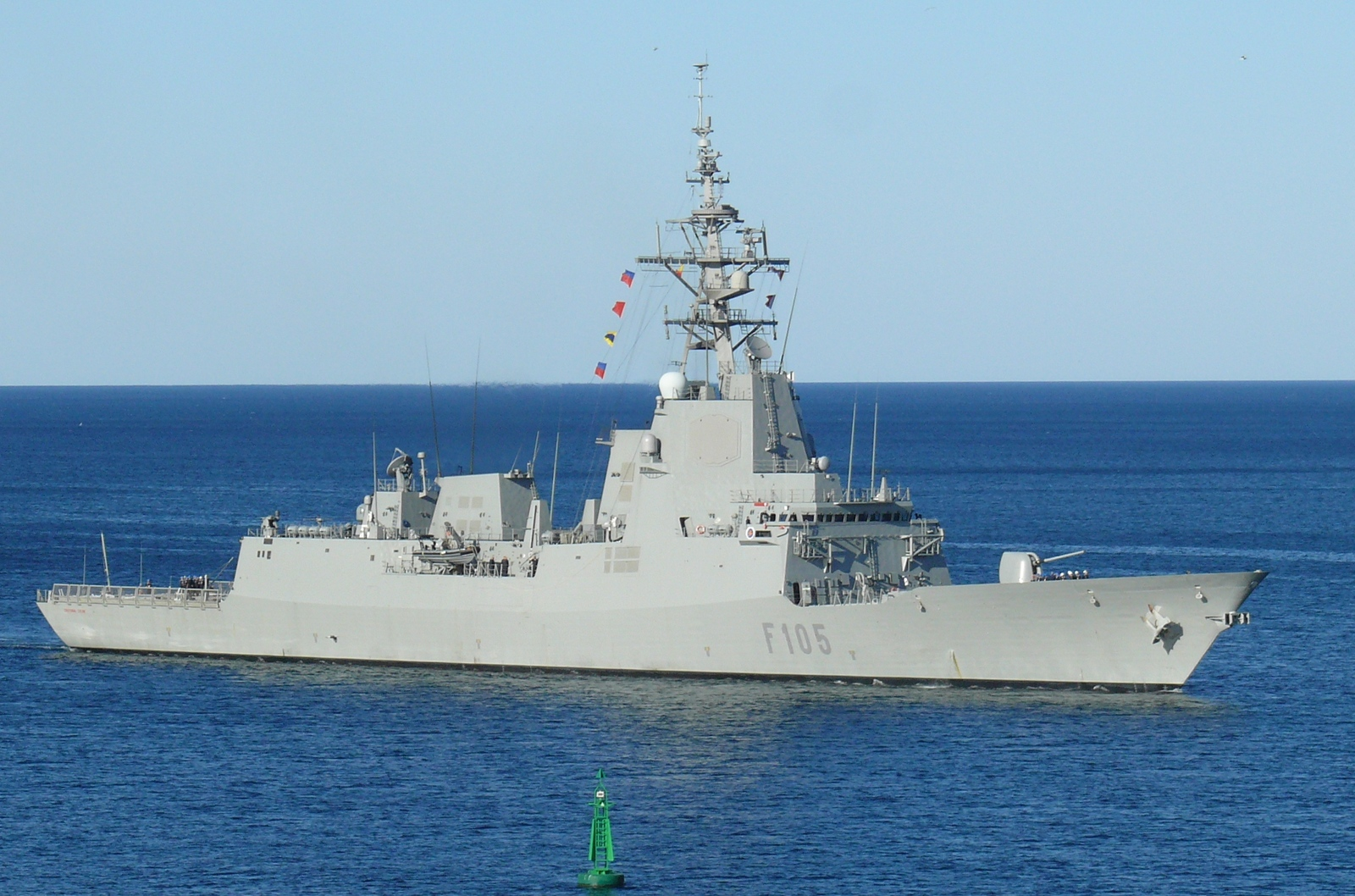
克里斯多福·哥伦布号巡防舰（F105） 阿爾瓦羅·巴贊級巡防艦
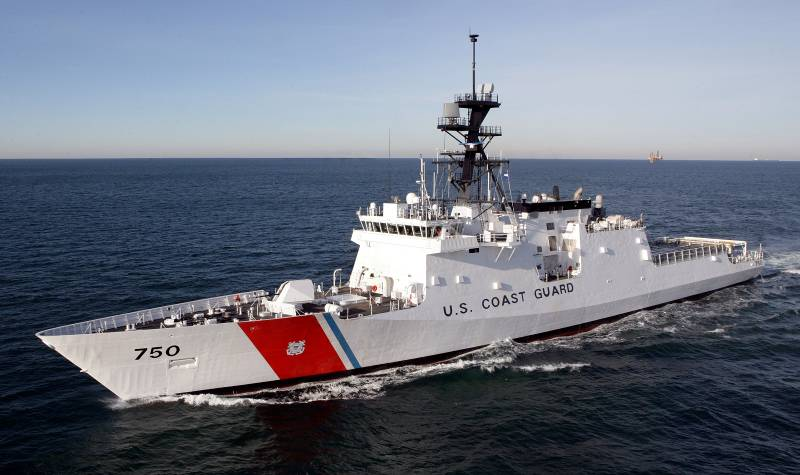
巴索夫號緝私艦（WMSL-750） 傳奇級國家安全艦

在2020年4月30日，美國海軍宣佈芬坎蒂尼集團得標。最終設計將參照歐洲多用途巡防艦，並由威斯康辛州的Fincantieri Marinette Marine建造。該艦的配備將以既有的配備為主，比如EASR雷達、基線10型神盾戰鬥系統、Mark 41垂直發射系統等已經在其他軍艦上使用並驗證過的裝備。其目的是加速新巡防艦的設計與建造，並可和其他船艦共用零件，也減少人員訓練的問題。
在2020年10月底，美國新任海軍部長肯尼思·布雷思韦特直接表示希望未來能夠採購60-70艘星座級巡防艦，並計劃將改型護衛艦推薦給盟國，進一步分攤建造及維護成本。
在2024年5月29日，美國政府問責署(GAO)關於該計劃的報告指出: 從2020年6月到2023年10月，星座級護衛艦「計劃外重量增長」10%或更多，使得下一代飛彈護衛艦可能沒有足夠的重量餘裕來進行所需的現代化改造，以滿足其預期的使用壽命; 根據美國政府問責署的報告，這些修改導致了專案的進度和風險出現問題，因為海軍在設計不夠成熟的情況下為芬坎蒂尼集團開始切割鋼材開了綠燈，批准馬裡內特造船廠於2022年8月開始建造該級艦的首艦, 而且海軍還在繼續改變設計。
美國政府問責署寫道：海軍決定對母艦設計進行大幅修改，導致兩者現在只不過是遠房表兄弟。根據USNI News先前報導，這些修改使得星座級和FREMM之間的通用性從85%降至15%；同時造成該級艦可能會在2029年才交付，而不是原計劃的2026年交付；但海軍官員認為護衛艦計畫的延誤，是馬裡內特造船廠自身的勞動力問題，延誤的原因與"不穩定"的設計無關。但更嚴重的問題是，計劃外重量增長，可能迫使海軍放棄推進效力，進而降低艦艇的最高航速，以作為解決重量增長問題的一種潛在方法。但海軍並未表明他們對於星座級的航速要求，預估可能至少維持26節（約每小時48公里）的巡航速度。若以已服役且設計類似星座級的義大利伯伽米尼級(F 590)來看，最高速度為27節(約每小時50公里)，但若要跟上美國航空母艦打擊群的速度，則至少需要30節(約每小時55.5公里)左右的速度，而且在軍艦的整個生命週期內，如果沒有足夠的餘量空間、重量、電力和冷卻餘量，就會導致該船體無法持續進化升級。歷史顯示：由於作戰系統過時問題，該軍種提前退役的艦艇，包括1970年代的基德級驅逐艦和首批五艘提康德羅加級飛彈巡洋艦
2025年4月，首艘巡防艦「星座號」僅完成了10%造艦進度，預計要延後至2029年完工。

## 命名
2020年7月17日美國國防部公布與承包商簽署的合約資料中透露出首艘FFG(X)的舷號和命名，首艘FFG(X)將命名為布魯克號，艦名和舷號均沿襲了1966年服役的布魯克級導彈驅逐艦。之後美國海軍通過推特發文澄清，表示“布魯克”號將被用於新軍艦的命名是錯誤的。
2020年10月7日，美國海軍部長肯尼思·布雷思韦特（2020年5月29日通過任命）宣布，首艘FFG(X)命名為星座號（USS Constellation，FFG-62），舷號接在最後一艘派里級飛彈巡防艦英格拉漢號（USS Ingraham，FFG-61）之後。前三艦的艦名將來自美國海軍最初的六艘巡防艦。

## 列表
| 序號     | 艦名                                            | 弦號   | 造船廠         | 動工日期                             | 下水日期   | 服役日期   | 母港 | 现况   |
| 第一批次 |                                                 |        |                |                                      |            |            |      |        |
| 1        | 星座號 USS Constellation                        | FFG-62 | 马里内特造船厂 | 2022年8月31日/ 2024年4月12日安放龍骨 | 預計2028年 | 預計2029年 |      | 建造中 |
| 2        | 國會號 USS Congress                             | FFG-63 | 馬里內特造船廠 |                                      |            |            |      | 計劃中 |
| 3        | 切薩皮克號 USS Chesapeake                       | FFG-64 | 馬里內特造船廠 |                                      |            |            |      | 計劃中 |
| 4        | 拉法葉號 USS Lafayette                          | FFG-65 | 馬里內特造船廠 |                                      |            |            |      | 計劃中 |
| 5        | 漢密爾頓號 USS Hamilton                         | FFG-66 | 馬里內特造船廠 |                                      |            |            |      | 計劃中 |
| 6        | 加爾維斯號 USS Galvez                           | FFG-67 | 馬里內特造船廠 |                                      |            |            |      | 計劃中 |
| 7        | 小埃弗里特·阿爾瓦雷斯號 USS Everett Alvarez Jr. | FFG-68 | 馬里內特造船廠 |                                      |            |            |      | 計劃中 |
| 8        | 喬伊·布萊特·漢考克號 USS Joy Bright Hancock     | FFG-69 | 馬里內特造船廠 |                                      |            |            |      | 計劃中 |
| 9        |                                                 |        | 馬里內特造船廠 |                                      |            |            |      | 計劃中 |
| 10       |                                                 |        | 馬里內特造船廠 |                                      |            |            |      | 計劃中 |
| 第二批次 |                                                 |        |                |                                      |            |            |      |        |
| 11       |                                                 |        | 馬里內特造船廠 |                                      |            |            |      |        |
| 12       |                                                 |        | 馬里內特造船廠 |                                      |            |            |      |        |
| 13       |                                                 |        | 馬里內特造船廠 |                                      |            |            |      |        |
| 14       |                                                 |        | 馬里內特造船廠 |                                      |            |            |      |        |
| 15       |                                                 |        | 馬里內特造船廠 |                                      |            |            |      |        |
| 16       |                                                 |        | 馬里內特造船廠 |                                      |            |            |      |        |
| 17       |                                                 |        | 馬里內特造船廠 |                                      |            |            |      |        |
| 18       |                                                 |        | 馬里內特造船廠 |                                      |            |            |      |        |
| 19       |                                                 |        | 馬里內特造船廠 |                                      |            |            |      |        |
| 20       |                                                 |        | 馬里內特造船廠 |                                      |            |            |      |        |

## 備註
1. ↑  合約內容包含選擇權（如果該廠的設計獲選，就行使選擇權繼續進行細部設計），如果執行則合約總價值會增加到2200~2300萬美元（實際金額視每份合約的安排）

## 資料來源
1. ↑  "Report to Congress on Constellation-class Frigate Program (FFG-62)" （页面存档备份，存于） summary. USNI, 1 February 2022.
2. ↑  Vavasseur, Xavier (编). . Navy Recognition. 18 January 2018  [19 January 2018]. （原始内容存档于2021-01-17）.
3. ↑  Sam LaGrone. . Congressional Research Service: 7. September 15, 2021  [2022-04-04]. （原始内容存档于2022-04-04）.
4. ↑  .   [2021-07-24]. （原始内容存档于2021-11-14）.
5. 1 2  Megan Eckstein. . USNI News.   [2020-05-01]. （原始内容存档于2021-01-26）.
6. ↑  編譯王光磊.  (新闻稿). 青年日報社. 2021年1月19日  [2021年1月19日]. （原始内容存档于2021年2月24日） （中文（臺灣））.
7. ↑  . USNI News. 2021年9月28日  [2021年12月30日]. （原始内容存档于2022年3月31日）.
8. ↑  LaGrone, Sam. . USNI News (U.S. Naval Institute). 9 January 2018  [17 February 2018]. （原始内容存档于2021-02-28）.
9. ↑  Vavasseur, Xavier (编). . Navy Recognition. 18 January 2018  [19 January 2018]. （原始内容存档于2021-01-17）.
10. ↑   (新闻稿). U.S. Department of Defense. 16 February 2018  [17 February 2018]. CR-032-18. （原始内容存档于2018-06-08）. …six offers received.
11. 1 2  . USNI News. 28 May 2019  [28 May 2019]. （原始内容存档于2021-01-20）.
12. ↑  .   [2024-06-02]. （原始内容存档于2024-08-18）.
13. ↑  .   [2024-06-02]. （原始内容存档于2024-06-02）.
14. ↑  Joseph Trevithick. . The War Zone. 10 April 2025  [2025-04-17]. （原始内容存档于2025-06-02）.
15. ↑  . Twitter. 2020  [2020-09-15]. （原始内容存档于2020-07-18）.
16. ↑  Eckstein, Megan. . USNI News (U.S. Naval Institute). 7 October 2020  [7 October 2020]. （原始内容存档于2021-01-17）.
17. ↑   (新闻稿). U.S. Navy. 7 October 2020  [7 October 2020]. （原始内容存档于2021-01-19）.
18. ↑   (新闻稿). United States Navy. 15 January 2021  [2024-06-01]. （原始内容存档于2021-01-16）.
19. ↑  陳成良. . 自由時報. 2022-08-31  [2022-09-01]. （原始内容存档于2022-09-04）.
20. ↑  .   [2024-06-02]. （原始内容存档于2024-06-02）.
21. ↑  .   [2024-06-02]. （原始内容存档于2024-08-27）.

## 外部連結
- RFI Solicitation Number: N0002418R2300 （页面存档备份，存于） - 2017-07-10; response by 24 August 2017